# Quintus Fabius Ambustus Vibulanus
Pour les articles homonymes, voir Fabius Vibulanus et Fabius Ambustus.
Quintus Fabius Ambustus Vibulanus est un homme politique de la République romaine, consul en 412 av. J.-C.

## Famille
Il est membre des Fabii Vibulani Ambusti, branche de la gens Fabia. Selon Friedrich Münzer, il pourrait être identifié au consul de l'année 423 av. J.-C., Quintus Fabius Vibulanus, hypothèse réfutée par Attilio Degrassi qui ne reconstitue pas de marque d'itération sur les Fastes capitolins pour l'hypothétique deuxième consulat.
Selon l'hypothèse où les consuls de 423 et de 412 sont deux individus différents, le Quintus Fabius Ambustus Vibulanus, consul en 412, pourrait être le fils de Quintus Fabius Vibulanus, consul en 467, 465 et 459 av. J.-C. Son nom complet serait Quintus Fabius Q.f. M.n. Vibulanus Ambustus. Il serait alors le frère de Marcus Fabius Vibulanus, consul en 442 av. J.-C. et tribun consulaire en 433 av. J.-C., de Numerius Fabius Vibulanus, consul en 421 av. J.-C., et de Quintus Fabius Vibulanus, avec qui il est parfois confondu.

## Biographie
Il devient consul en 412 av. J.-C. avec Caius Furius Pacilus pour collègue. Durant leur consulat, le tribun de la plèbe Lucius Icilius propose une loi agraire.

« Dès le commencement de l'année, ce tribun, comme s'il eût pris la sédition pour un devoir de son nom et de sa famille, agitait la ville par des demandes de lois agraires, quand une peste, plus menaçante pourtant que meurtrière, vint détourner du Forum et des débats publics les pensées des hommes, pour les ramener au salut de la famille et au soin de leur santé. On croit communément que cette peste causa moins de dommage que n'en eût causé la sédition : elle quitta la ville après y avoir rendu malade beaucoup de monde, mais laissant peu de victimes. »

— Tite-Live, Histoire romaine, IV, 52, 2-3